# اتحادیه چمپافول
اتحادیه چمپافول (به لاتین: Champaphul Union) یک منطقهٔ مسکونی در بنگلادش است که در Kaliganj Upazila, Satkhira District واقع شده‌است.